# Secretaria de Estado de Desenvolvimento da Região Metropolitana do Distrito Federal
A Secretaria de Estado de Desenvolvimento da Região Metropolitana é um órgão da administração direta do Governo do Distrito Federal, no Brasil., responsável pela gestão dos aglomerados urbanos da região metropolitana e do entorno do Distrito Federal, região criada pelo governador Ibaneis Rocha por meio da Medida Provisória 862 de 2019.
A região gerida pela Secretaria de Estado de Desenvolvimento da Região Metropolitana do Distrito Federal compreende parte do Distrito Federal, 29 municípios de Goiás e cinco de Minas Gerais, sendo que estes dois estados e estes municípios também são incumbidos da gestão da Região Metropolitana do Distrito Federal, juntamente com a secretaria.

## Atribuições legais
Em 2019, o governador Ibaneis Rocha publicou o Decreto nº 39.610, que além de criar a Secretaria de Estado de Desenvolvimento da Região Metropolitana também fixou suas atribuições. O texto previu a atuação e competência da secretaria nas seguintes áreas:
"I - integração e gestão de políticas sociais e de infraestrutura da região metropolitana do Distrito Federal;
II - desenvolvimento sustentável do polo econômico da Região Metropolitana do Distrito Federal."